# Landarenca
Landarenca is een plaatsje in de Zwitserse gemeente Calanca en maakt deel uit van het district Moësa, dat in het kanton Graubünden ligt.
Landarenca telt 14 inwoners.